# Hrabia Mayo
Wicehrabiowie Mayo 1. kreacji (parostwo Anglii)
- 1627–1629: Theobald Bourke, 1. wicehrabia Mayo
- 1629–1649: Miles Bourke, 2. wicehrabia Mayo
- 1649–1653: Theobald Bourke, 3. wicehrabia Mayo
- 1653–1676: Theobald Bourke, 4. wicehrabia Mayo
- 1676–1681: Miles Bourke, 5. wicehrabia Mayo
- 1681–1741: Theobald Bourke, 6. wicehrabia Mayo
- 1741–1742: Theobald Bourke, 7. wicehrabia Mayo
- 1742–1767: John Bourke, 8. wicehrabia Mayo

Hrabiowie Mayo 1. kreacji (parostwo Wielkiej Brytanii)
- dodatkowe tytuły: wicehrabia Mayo, baron Naas
- 1785–1790: John Bourke, 1. hrabia Mayo
- 1790–1792: John Bourke, 2. hrabia Mayo
- 1792–1794: Joseph Deane Bourke, 3. hrabia Mayo
- 1794–1849: John Bourke, 4. hrabia Mayo
- 1849–1867: Robert Bourke, 5. hrabia Mayo
- 1867–1872: Richard Southwell Bourke, 6. hrabia Mayo
- 1872–1927: Dermot Robert Wyndham Bourke, 7. hrabia Mayo
- 1927–1939: Walter Longley Bourke, 8. hrabia Mayo
- 1939–1962: Ulick Henry Bourke, 9. hrabia Mayo
- 1962–2006: Terence Patrick Bourke, 10. hrabia Mayo
- 2006 -: Charles Diarmuidh John Bourke, 11. hrabia Mayo

Najstarszy syn 11. hrabiego Mayo: Richard Thomas Bourke, lord Naas